# Exciton

Représentation schématique d'un exciton de Frenkel, dans un cristal (points noirs).

Un exciton est, en physique, une quasi-particule que l'on peut voir comme une paire électron-trou liée par des forces de Coulomb. Une analogie souvent utilisée consiste à comparer l'électron et le trou respectivement à l'électron et au proton d'un atome d'hydrogène. Ce phénomène se produit dans les semi-conducteurs et les isolants.
En 2008, le premier dispositif électronique basé sur des excitons a été démontré, fonctionnant à des températures cryogéniques. En 2018, l'EPFL met au point un transistor basé sur les excitons qui peut fonctionner à température ambiante. Cette technique ouvre la voie à une panoplie de nouvelles possibilités en excitonique, branche de la physique appliquée qui, après celle de la photonique et de la spintronique, s’avère des plus prometteuses pour l'électronique du futur.
Le terme est également utilisé en chimie pour désigner des états électroniquement excités des systèmes moléculaires, qui sont délocalisés sur au moins deux chromophores. Cette notion a été popularisée parmi les chimistes par M. Kasha dans les années 1960. Depuis, de nombreux travaux décrivent des excitons dans des systèmes très variées, allant des agrégats H ou J jusqu'aux systèmes photosynthétiques  et l'ADN.

## Caractéristiques
On distingue généralement deux sortes d'exciton :
- l'exciton de Mott-Wannier, dont le rayon (l'analogue du rayon de Bohr dans l'atome d'hydrogène) est nettement plus grand que le paramètre de maille du matériau cristallin dans lequel il se produit, et
- l'exciton de Frenkel, beaucoup plus petit, qui se produit quand la constante diélectrique du matériau est plus faible.

L'électron et le trou d'un exciton de Mott-Wannier sont séparés d'environ d~100-400Å tandis que cette séparation est de l'ordre de d<5Å pour un exciton de Frenkel. Il existe toutefois un cas intermédiaire que l'on retrouve dans les cristaux moléculaires organiques et où la distance entre l'électron et le trou correspond à une ou deux fois la distance intermoléculaire du plus proche voisin, on nomme cet exciton : exciton à transfert de charge.
Une autre façon de décrire un exciton est de le voir comme étant une onde de polarisation neutre dans le matériau.
Dans les matériaux semi-conducteurs, l'exciton se manifeste par la présence d'un pic d'absorption situé à une énergie plus faible que l'énergie de bande interdite du matériau. La différence entre les deux énergies est l'énergie de liaison {\displaystyle E_{l}} de l'exciton, et le pic excitonique n'est observable que lorsque l'énergie de liaison n'est pas négligeable devant l'énergie thermique : {\displaystyle k_{B}T\ll E_{l}}. Dans un puits quantique, l'énergie de la transition excitonique peut être modifiée par l'application d'un champ électrique (grâce à l'effet Stark), ce qui est à la base d'un modulateur d'intensité lumineuse : le modulateur à électro-absorption.

## Historique
Le concept d’excitons a été proposé pour la première fois par Yakov Frenkel en 1931, quand il a décrit l’excitation des atomes d’un réseau dans un isolant. Il a proposé que cet état excité soit en mesure de voyager telle une particule à travers le réseau sans transfert de charge apparent.